# Pieter de la Rive
Petrus (Pieter) de la Rive (Leeuwarden, 16 november 1694 - Maastricht, 22 september 1771) was een Nederlands cartograaf en vestingbouwer. Hij was in het eerste deel van zijn carrière vooral actief in het noorden van de Republiek, om zich vanaf 1740 te richten op de vesting Maastricht. Zijn kaartmateriaal staat bekend als kwalitatief hoogstaand, terwijl zijn ontwerpen voor vestingwerken vernieuwend waren.

## Levensloop
Pieter de la Rive werd in Leeuwarden geboren als zoon van landmeter Hans Willem de la Rive. De familie had zijn wortels in Zwitserland: grootvader Pierre was afkomstig uit Zwitserland en diende als officier in het Staatse leger.

### Cartograaf en vestingontwerper
Waarschijnlijk volgde Pieter de la Rive eerst een opleiding tot landmeter. Hij ging in dienst bij militair-ingenieur Harmanus Mellema, die directeur was van de fortificatiën van het departement Wedde en Westwolderingland. In 1716 maakte De la Rive hier zijn eerste kaart, te weten van de omgeving van de vesting Bourtange. Twee jaar later bracht hij als assistent - samen met Zacharias Stuten - het gebied tussen Bourtange en de Eems in kaart. Vanaf 1719 was De la Rive actief met de kartering van het gebied tussen Zwolle, Hardenberg en Coevorden. Samen met Mellema ontwierp hij een nieuwe verdedigingslinie langs de Vecht, waarbij Ommen zou worden omgebouwd tot een vesting, maar dit plan is niet tot uitvoering gekomen.
In 1724 trouwde De la Rive in Leeuwarden met Jiskje Hoogslag. Het huwelijk bleef waarschijnlijk kinderloos.

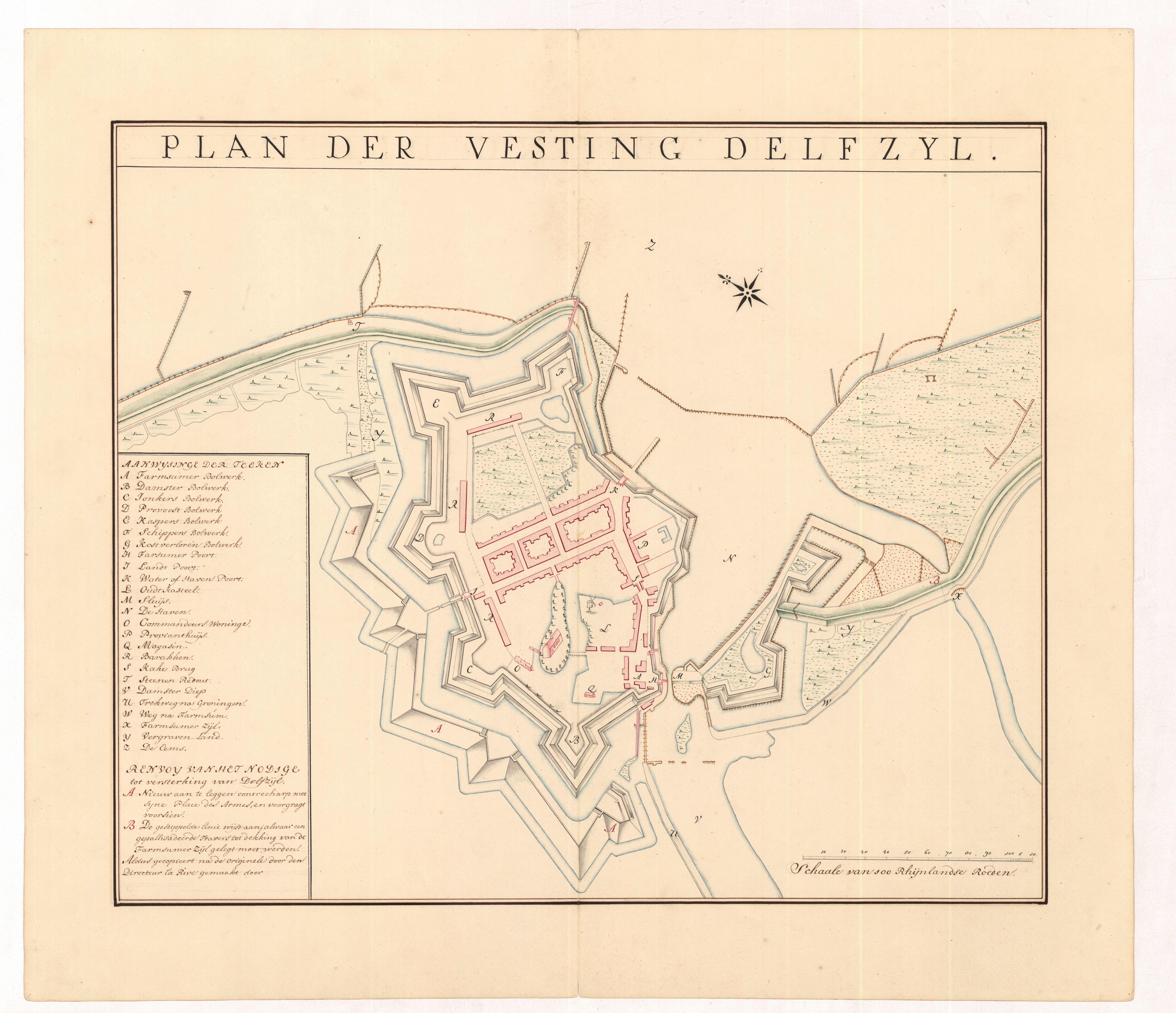
De vesting Delfzijl, door Pieter de la Rive

Mellema en De la Rive werkten in 1727 en 1727 in Lieroort om deze vesting van versterkingen te voorzien. Het nieuwe ontwerp dat De la Rive in 1734 maakte, werd pas tien jaar later daadwerkelijk uitgevoerd.
In de jaren 1738-1742 werden De la Rives verbeteringen aan de vesting Bourtange tot uitvoer gebracht.
In 1739 werd De la Rive bevorderd tot kapitein. Hij woonde toen in Groningen en werkte aan de vestingwerken van Benningshudde.

### Oostenrijke Successieoorlog
In 1740 brak de Oostenrijkse Successieoorlog uit. De la Rive bezocht de vestigingen langs de oost- en zuidzijde van de Republiek, waaronder Venlo en Maastricht. In 1742 bracht hij verslag uit van zijn bevindingen. De oorlogsdreiging leverde De la Rive een versnelde carrière op: in 1746 benoemde de Raad van State hem tot Directeur Fortificatiën in Maastricht, direct gevolgd door een benoeming tot luitenant-kolonel door de Staten Generaal.
Omdat Maastricht werd bedreigd door Franse troepen was het belangrijk de verwaarloosde vesting te herstellen en De la Rive kreeg in 1748 opdracht om dit uit te voeren. De stad werd echter op 7 mei ingenomen door de Fransen. In oktober werd de Vrede van Aken gesloten en de Republiek kreeg Maastricht weer terug.

### Vesting Maastricht
Samen met Hobbe baron van Aylva maakt De la Rive plannen voor de modernisering van de vesting Maastricht. Hij ontwierp een integraal plan voor de gehele vesting waarbij alle onderdelen voldeden aan de hoogste eisen. De kosten werden begroot op 1.400.000 gulden. In 1751 werd het voorstel ingediend bij de Raad van State, die het een half jaar later goedkeurde.

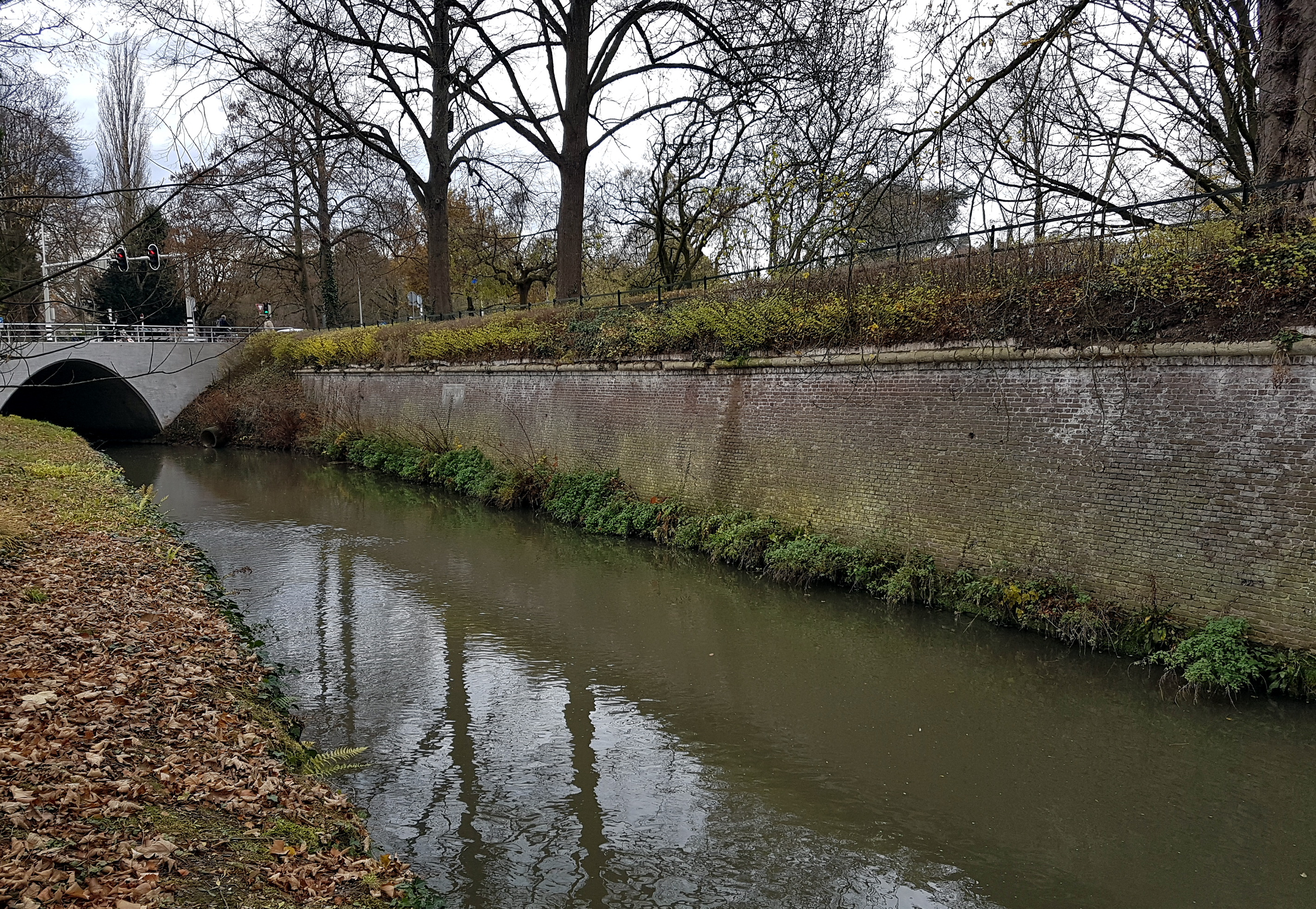
Restant van het Wilhelminabastion te Maastricht

Toch kwam het plan niet meteen tot uitvoering. Het eerste uitstel was vanwege het kasteel van Namen: dit diende als eerste met spoed te worden versterkt. Daarna ontbrak het aan financiering en werden slechts losse onderdelen van De la Rives plan gerealiseerd, zoals het Bastion Aylva in 1754. In 1755 werd een nieuw plan opgesteld dat 337.000 gulden zou kosten, maar dit verdween in het archief. In 1757 gaf de Raad van State wel goedkeuring aan een derde plan dat slechts 181.000 gulden kostte, maar het duurde tot 1764 tot er een voorzichtig begin werd gemaakt met de uitvoering.
Tussen 1764 en 1771 zouden uiteindelijk tientallen onderdelen uit het plan van De la Rive worden gerealiseerd, zoals bastions, lunetten en couvrefaces. Restanten van deze bouwactiviteiten zijn bewaard gebleven, zoals delen van het Wilhelminabastion en het lunet Sint-Pieter.

### Laatste levensjaren
In 1766 werd De la Rive door stadhouder Willem V bevorderd tot generaal-majoor. Hij maakte vele nieuwe ontwerpen, maar het kwam hem steeds meer op kritiek te staan: zijn plannen werden beschouwd als te duur, onuitvoerbaar en niet noodzakelijk. In 1771 was de gezondheid van De la Rive dermate zwak geworden dat hij werd vrijgesteld van werkzaamheden. Hij overleed op 22 september in Maastricht, waar hij een staatsbegrafenis kreeg.
In Maastricht werd De la Rive opgevolgd door Carel Diederik du Moulin.

## Waardering
De la Rive was als jongeling waarschijnlijk opgeleid door Franse docenten, want zijn tekenwerk vertoont een Franse stijl. Van zijn mentor en leermeester Mellema leerde hij de beginselen van het vervaardigen van goed kaartmateriaal. De kaarten van De la Rive worden dan ook beschouwd als zorgvuldig, betrouwbaar en van hoge kwaliteit. Kenmerkend is het gebruik van afzonderlijke elementen om het grondgebruik weer te geven, zoals bouwland, moeras, heuvels en bomen. Opmerkelijke gebouwen als kastelen en kerken zijn getrouw nagetekend. Ook staan woningen afgebeeld, behalve bij de grotere plaatsen: hier heeft hij volstaan met een ruwe plattegrond.
In zijn vestingontwerpen bekeek De la Rive de verdedigingswerken als een geheel. Hij zag het verband tussen de losse onderdelen van de werken en hield rekening met het landschap en met factoren als inundatie en de beschikbare ruimte rondom de vesting. Zijn uitgangspunt was dat de vesting zo min mogelijk bewegingsruimte moest geven aan de belegeraars, zodat zij vrijwel geen profijt hadden van hun eventuele overmacht aan artillerie en soldaten.